# Філіппос Сахнідіс
Філіппос Сахнідіс (грец. Φίλιππος Σαχινίδης; нар. 27 березня 1963, Ванкувер, Канада) — грецький економіст та політик, колишній міністр фінансів Греції.

## Біографічні відомості
Виріс у грецькій Ларисі. Вивчав економіку в Університеті Пірея і продовжив аспірантуру в Університеті Нью-Йорка. Здобув докторський ступінь у Манчестерському університеті (1994). Одружений з Ранією Каргеоргу, з якою має спільного сина.
Він працював у Фонді економічних і промислових досліджень Греції, пізніше служив у Національному банку Греції. В уряді прем'єр-міністра Костаса Сімітіса служив спеціальним радником з економічних питань у період 2000–2004 років. У 2007 році обраний членом Грецького парламенту від Лариса за партійним списком ПАСОК. Переобраний 2009 року.
У жовтні 2009 року розпочав службу у міністерстві фінансів в уряді Йоргоса Папандреу. 17 червня 2011 року підвищений до заступника міністра фінансів Греції. 21 березня 2012 року у коаліційному уряді на чолі із Лукасом Пападемосом замінив на посаді міністра фінансів Евангелоса Венізелоса.